# Open Diputación Ciudad de Pozoblanco
Open Diputación Ciudad de Pozoblanco — профессиональный международный теннисный турнир, проходящий в Пособланко (Испания) на хардовых кортах в середине лета с 1999 года среди мужчин и с 2009 по 2011 год среди женщин. Мужской турнир некогда относился к категории ATP Challenger Tretorn SERIE+, наиболее престижной в календаре Мирового тура ATP Challenger, и предоставлял призовой фонд в размере 100 тысяч долларов США (плюс оплата проживания) при турнирной сетке, рассчитанной на 32 участника в одиночном разряде и 16 пар. Женский турнир в лучшие годы проходил под эгидой Международной федерации тенниса (ITF) и располагает призовым фондом в размере 50 тысяч долларов при аналогичной сетке.

## История
Мужской теннисный турнир в Пособланко проводился с 1992 года среди испанских теннисистов-любителей, а с 1996 года также среди испанских теннисистов-профессионалов. В 1999 году он получил статус международного (новым спонсором стал парламент Кордовы), а к середине следующего десятилетия являлся наиболее престижным из проводимых в Испании челленджеров, занимая по размерам призового фонда (125 тысяч долларов в 2006 году) место сразу за тремя турнирами АТР.
В 2006 году к мужскому турниру в Пособланко прибавился женский. С 2009 года этот турнир получил статус международного как Открытый чемпионат Андалусии и призовой фонд в размере 50 тысяч долларов.
С 2012 года, из-за проблем с финансированием, турнир стал терять свой статус — сначала были отменены женские соревнования, а с 2013 года и мужской турнир был переведён в категорию «фьючерс».

## Победители и финалисты
В мужском разряде два теннисиста выигрывали как одиночный, так и парный турнир в Пособланко: представитель Узбекистана Олег Огородов в 1999 году и словацкий теннисист Кароль Бек в 2009 году. Американец Брендон Куп дважды добивался победы в парном разряде с разными партнёрами. Представители Испании трижды побеждали в одиночном разряде, а парный турнир дважды выигрывали чисто испанские пары, при этом победы хозяев корта в основном приходятся на последние годы проведения турнира (в 2010 году даже был разыгран чисто испанский финал). Из представителей бывших республик СССР, помимо Огородова, до финала в одиночном разряде доходил россиянин Денис Голованов, а турнир пар выигрывали белорус Владимир Волчков, украинцы Сергей Стаховский и Денис Молчанов, а также россияне Михаил Елгин, Александр Кудрявцев и Константин Кравчук.
В женском турнире за три года проведения на международном уровне никому не удалось завоевать титул больше одного раза. Хозяек корта среди победительниц не было, хотя Беатрис Гарсия-Видагани дошла до финала в 2010 году. В парном разряде в 2009 году первенствовала украинская теннисистка Ольга Савчук (с Андреей Главачковой из Чехии), а в 2011 году россиянка Нина Братчикова (с французской теннисисткой Иреной Павлович), также дошедшая до финала в первый год розыгрыша. Из остальных пяти проигравших финалисток четыре также представляли бывшие союзные республики.

### Одиночный разряд
| Год  | Победитель                  | Финалист              | Счёт             |
| ---- | --------------------------- | --------------------- | ---------------- |
| 2014 | Эдвард Корри                | Брайдан Клейн         | 6-4, 7-64        |
| 2013 | Андрес Артунедо Мартинаварр | Давид Перес Санс      | 6-76, 6-0, 6-1   |
| 2012 | Роберто Баутиста Агут       | Арнау Брюгес-Дави     | 6-3, 6-4         |
| 2011 | Кенни де Схеппер            | Иван Наварро          | 2-6, 7-5, 6-3    |
| 2010 | Рубен Рамирес-Идальго       | Роберто Баутиста Агут | 7-66, 6-4        |
| 2009 | Кароль Бек                  | Тиагу Алвес           | 6-4, 6-3         |
| 2008 | Иван Наварро                | Дик Норман            | 6-74, 6-3, 7-610 |
| 2007 | Адриан Менендес-Масейрас    | Дуди Села             | 6-4, 0-6, 7-5    |
| 2006 | Симон Гройль                | Кевин Ким             | 6-74, 6-1, 7-62  |
| 2005 | Маркос Багдатис             | Алехандро Фалья       | 6-3, 6-3         |
| 2004 | Жиль Мюллер                 | Николас Альмагро      | 6-1, 6-2         |
| 2003 | Стефано Пескосолидо         | Николя Маю            | 6-4, 6-3         |
| 2002 | Жан-Франсуа Башло           | Кристиано Каратти     | 7-5, 3-6, 6-4    |
| 2001 | Яркко Ниеминен              | Поль-Анри Матьё       | 6-4, 2-6, 6-3    |
| 2000 | Реджинальд Виллемс          | Денис Голованов       | 4-6, 7-5, 7-6    |
| 1999 | Олег Огородов               | Гоити Мотомура        | 6-4, 3-6, 6-3    |

| Год  | Победительница  | Финалистка              | Счёт     |
| ---- | --------------- | ----------------------- | -------- |
| 2011 | Элени Данилиду  | Елица Костова           | 6-3, 6-2 |
| 2010 | Оливия Санчес   | Беатрис Гарсия Видагани | 6-3, 6-4 |
| 2009 | Анжелика Кербер | Кристина Кучова         | 6-3, 6-4 |

### Парный разряд
| Год  | Победители                                  | Финалисты                              | Счёт              |
| ---- | ------------------------------------------- | -------------------------------------- | ----------------- |
| 2014 | Эдвард Корри Дэвид Райс                     | Льюис Бартон Маркус Уиллис             | 6-4, 7-5          |
| 2013 | Джеймс Класки Максимиллиан Нойхирст         | Иван Аренас-Гуалда Хосе Чека-Кальво    | 6-3, 6-2          |
| 2012 | Константин Кравчук Денис Молчанов           | Адриан Маннарино Максим Тейшейра       | 6-3, 6-3          |
| 2011 | Михаил Елгин Александр Кудрявцев            | Илья Марченко Денис Молчанов           | Без игры          |
| 2010 | Марсель Гранольерс Херард Гранольерс-Пуйоль | Брайан Баттистоун Филип Прпич          | 6-4, 4-6, [10-4]  |
| 2009 | Кароль Бек Ярослав Левинский                | Кен Скупски Колин Флеминг              | 6-2, 6-75, [10-7] |
| 2008 | Юхан Брунстрём Жан-Жюльен Ройер             | Дик Норман Джеймс Серретани            | 6-4, 6-3          |
| 2007 | Сантьяго Вентура Бертомеу Фернандо Висенте  | Пауль Капдевилль Леонардо Майер        | 6-4, 6-3          |
| 2006 | Джастин Гимелстоб Кевин Ким                 | Иво Клец Ян Мертль                     | 6-3, 7-5          |
| 2005 | Владимир Волчков Сергей Стаховский          | Николя Маю Жиль Мюллер                 | 7-5, 5-7, 6-1     |
| 2004 | Брендон Куп (2) Трипп Филлипс               | Эмилио Бенфеле-Альварес Джош Гоффи     | 7-66, 7-61        |
| 2003 | Брендон Куп Ноам Окун                       | Хуан-Игнасио Карраско Альберт Портас   | 6-4, 1-6, 6-4     |
| 2002 | Пол Рознер Ота Фукарек                      | Эмилио Бенфеле-Альварес Душан Вемич    | 7-67, 6-4         |
| 2001 | Джордан Керр Грант Силкок                   | Эмилио Бенфеле-Альварес Микаэль Льодра | 6-3, 5-7, 6-3     |
| 2000 | Деян Петрович Энди Рам                      | Оскар Бурриеса Даниэль Мелу            | 6-1, 6-4          |
| 1999 | Сатоси Ивабути Олег Огородов                | Ноам Бер Эяль Эрлих                    | 6-3, 6-2          |

| Год  | Победительницы                 | Финалистки                           | Счёт             |
| ---- | ------------------------------ | ------------------------------------ | ---------------- |
| 2011 | Нина Братчикова Ирэна Павлович | Марина Мельникова София Шапатава     | 6-2, 6-4         |
| 2010 | Акико Ёнэмура Томоко Ёнэмура   | Валентина Ивахненко Катерина Козлова | 6-4, 3-6, [10-4] |
| 2009 | Андреа Главачкова Ольга Савчук | Нина Братчикова Агнеш Сатмари        | 6-3, 6-3         |